# بياس من برييني
بياس من برييني (باليونانية: Βίας ο Πρηνεύς) فيلسوف إغريقي وأحد حكماء الإغريق السبعة، يعود لهم الفضل في سن قوانين اجتماعية متقدمة وذلك بعد حرب أهلية خاضها الفقراء ضد طبقة الملاك، وسمي قانونهم قانون أتيكا. ويتضمن حق الملكية الفردية المحدودة، وحق الشعب في الإشراف على مؤسسات الدولة، وحق الجماعة في تشكيل وحدة لها قوانينها الخاصة التي تحكمها وتخضع لقانون الدولة العام.